# Jimmy Lin
Jimmy Lin (chinois traditionnel : 林志穎 ; pinyin : Lîm Chì-éng ; né le 15 octobre 1974), est un chanteur, acteur et pilote automobile taïwanais.

## Biographie
En 1997, Jimmy Lin décide de réaliser son rêve de participer à des courses automobiles. Lors d'une des courses de cette année-là, il a un accident qui faillit lui coûter la vie. Quelques secondes après s'être extirpé de l'épave en boitant, la voiture explose. Le seul souvenir de l'accident est constitué de quelques plaques de métal dans le pied qui a été écrasé. Malgré l'accident, Jimmy Lin n'abandonne pas la course et s'efforce constamment de s'améliorer. À cet égard, il dit souvent : « Quand je cours, je ne cours pas contre les autres, mais contre moi-même ». Depuis, Jimmy Lin est l'un des dix meilleurs pilotes de rallye de Chine continentale. En 2005, il signe un contrat avec Hong He, la meilleure équipe de Chine, en tant que coureur. Il s'entraîne sous la houlette de l'entraîneur Ma Jun Kun. Lin espère devenir un jour un pilote de Formule 3 et devenir un pilote professionnel à plein temps. En 2005, il fonde avec deux amis la Ping Tzuo Racing Advisory Company sur le circuit international de ZhuHai. Le 23 octobre 2005, il organise la première « Jimmy Cup », une course automobile à laquelle participent principalement des célébrités masculines, dans le but de sensibiliser le grand public à la sécurité routière et de promouvoir l'amour de la course automobile. En 2006, il forme l'équipe de rallye Jimmy Lin pour participer au championnat de rallye de Chine. Son équipe remporte la troisième place au classement général du championnat de rallye de Chine 2006. Le 26 octobre 2008, il est officiellement intégré à l'équipe China F1 TianRong Powerboat Racing à Shenzhen, en Chine. Il s'entraîne avec l'équipe en 2009/2010 afin d'obtenir sa licence de pilote de F1,.
Bien qu'il n'ait pas sorti d'album depuis 2006, son dernier album s'intitulant 擋不住我, Jimmy continue de chanter des génériques pour des séries télévisées et des films, et se produit régulièrement en direct pour divers événements, notamment des mini-concerts, des événements de collecte de fonds, des festivals et même des événements d'État. Il est l'un des artistes vedettes du troisième festival culturel des Jeux olympiques d'été de 2008, où la devise « Un monde, un rêve » est officiellement annoncée. En 2007, il joue dans sa première série idol taïwanaise, 放羊的星星, qui obtient la première place pendant 13 semaines consécutives. En 2010, il joue dans sa première série moderne chinoise, Single Princess and Blind Dates de Hunan TV.
Le 16 avril 2011, Jimmy Lin organise une interview avec le pilote de F1 Michael Schumacher pour le magazine international GQ (numéro de mai 2011). Jimmy fait ses devoirs avant de rencontrer Schumacher et réalise l'intégralité de l'entretien en anglais. Il lui pose plus de 20 questions dans différents domaines : vie, expériences de course et œuvres caritatives. Jimmy déclare que : « Schumacher est le pilote de F1 que j'admire le plus. Outre ses remarquables records de course, j'ai beaucoup de respect pour ses actions caritatives. Il fait un don pour aider les réfugiés à reconstruire leurs maisons après le tsunami de 2004. » Schumacher offre à Jimmy une paire de chaussures en édition limitée qu'il avait conçue et l'invite à un dîner privé le lendemain.

## Discographie
- 1992 : Not Every Love Song Has Fond Memories
- 1992 : Summer of '92
- 1992 : Why Am I Always Hurt
- 1993 : Thinking of You
- 1994 : Fiery Heart
- 1994 : Goodbye My Friend
- 1994 : Saying Goodbye to Yesterday
- 1995 : Dream Is Ahead
- 1996 : Expect
- 1997 : Men Are Easily Deceived
- 1997 : I Am Still Myself
- 1998 : Before Dawn Breaks
- 1999 :  Scarecrow
- 2000 : Go for a Walk
- 2004 : Best of Jimmy Lin
- 2006 : Jimmy F1ght
- 2007 : My Lucky Star
- 2010 : Black (avec Wallace Chung)
- 2010 : Celebrate Youth[9]
- 2010 : You Are the One
- 2010 : Color
- 2012 : Flying with You, Flying